# Jacobstraat (Haarlem)
De Jacobstraat is een straat in de Noord-Hollandse stad Haarlem. De vrij korte straat loopt vanaf de Raaks naar het Hortusplein. Het ligt in het stadsdeel Centrum, in de wijk Oude Stad en in de buurt de Vijfhoek. Binnen de Vijfhoek ligt de straat in het begin 21e eeuw herontwikkelde Raakskwartier.
De straat begint bij de Raaks en ligt in het verlengde van de Bakkumstraat, die naar de Zijlstraat loopt. De straat loopt richting het zuiden en eindigt op het Hortusplein.

## Naamgeving
De eerste vermelding van de straat dateert uit 1449. Destijds werd de straat St. Jabobstraat genoemd. De straat is vermoedelijk vernoemd naar het Sint Jacobsgilde dat aan de straat zijn gildekamer had. De leden van het gilde waren oorspronkelijk een geestelijk broederschap die het graf van Jacob de Meerdere hadden bezocht in Santiago de Compostella.

## Geschiedenis
Tussen 1628 en 1650 is het Hofje van Gratie aan de Jacobstraat 9 komen te liggen. Dit hofje werd oorspronkelijk in 1554 in de Jacobijnestraat gesticht. Het hofje verkeerde gedurende het bestaan financieel in vrij bemiddelde staat, totdat in 1810 de tiërcering door Napoleon werd ingevoerd en de financiële positie verslechterde. Deze verslechterde nog meer met de conversieregeling van het erfpacht, waarna het een kwijnend bestaan heeft geleid. Het hofje bood plek aan negen vrouwen, maar rond 1960 woonden er nog maar enkele vrouwen. In 1964 werd het afgebroken wegens stadsuitbredingsplannen. 
Op de eerste kadastrale kaart van Nederland uit 1832 ligt de oude Jacobstraat oostelijker. En loopt deze straat, vanaf de Zuiderstraat in het verlengde van de Gedempte Voldersgracht en de Korte Zijlstraat en lag er een brug over de Raaks.
Aan de Jacobstraat lagen de Jacobschool, de Jacobskerk en De Hoeksteen. De twee kerken zijn in 1910 gebouwd naar ontwerp van Johannes J. van Noppen. De Jacobskerk is als enige bewaard gebleven bij de herstructurering van de Raaks tot het Raakskwartier, en is sinds 2010 beter bekend als de Jopenkerk. 
In 1970 werd de bovengrondse Parkeergarage Raaks gebouwd, deze grensde in het noorden aan de Jacobstraat.

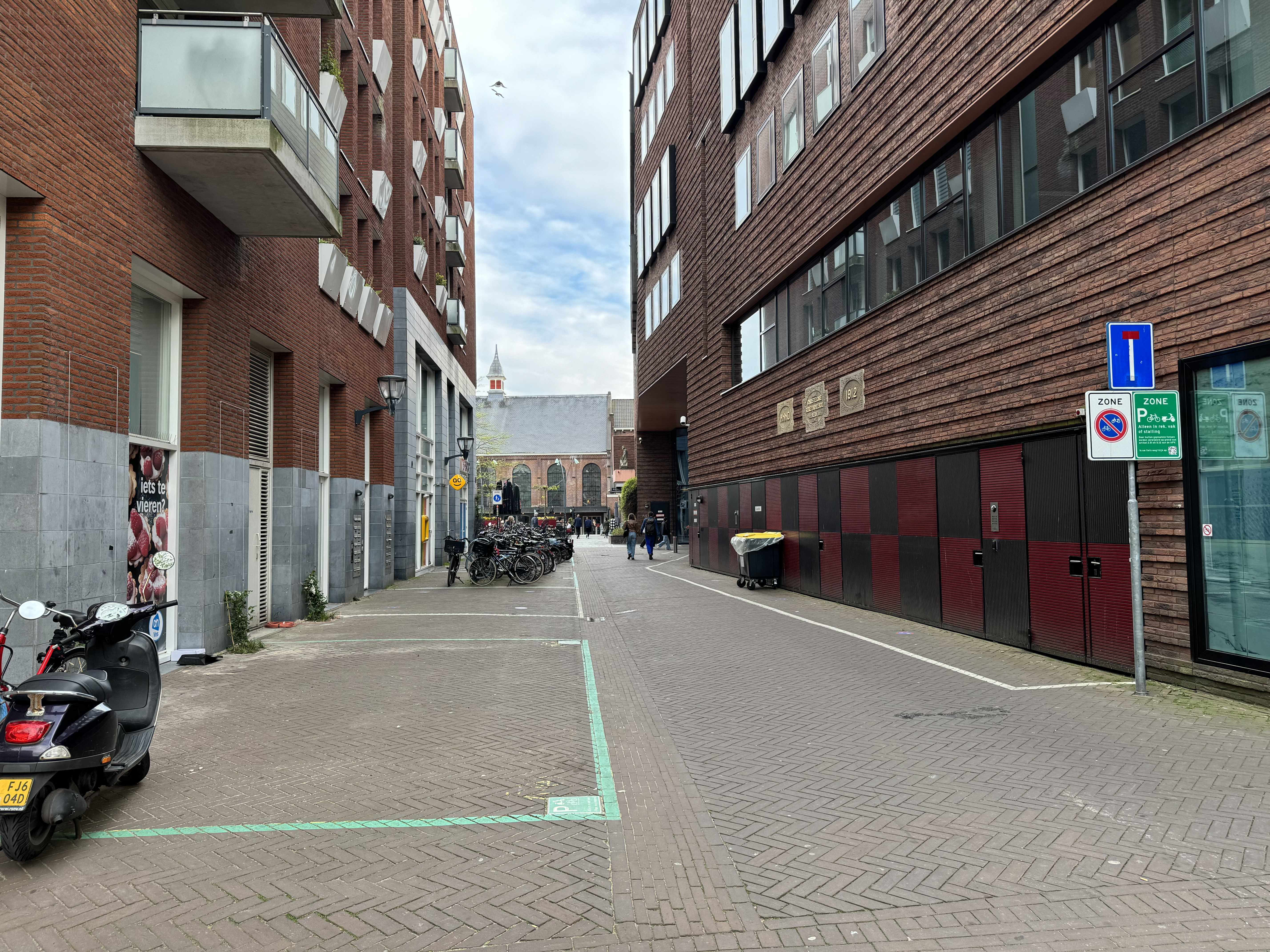
De Jacobstraat na herstructurering van het gebied anno 2024

Met herstructurering van de Raaks is de straat, met een inrichting die dateert uit 2009, een stuk oostelijker komen te liggen. Hierdoor ligt de straat niet langer in het verlengde van de Korte Zijlstraat, maar de Bakkumstraat. Door de veranderde ligging is de straat ook een stuk korter geworden.